# Стольник
Сто́льник (ближний, комнатный, у крюка) — должностное лицо государей, цариц и патриархов, существовавшее во многих государствах преимущественно в эпоху Средневековья и занимавшиеся обслуживанием указанных лиц (придворный ниже боярского).
А также подстолий (лат. subdapifer) — некогда придворная должность, связанная с выполнением определённых обязанностей за королевским столом, с конца XIV века — почётное звание.

## В Русском царстве

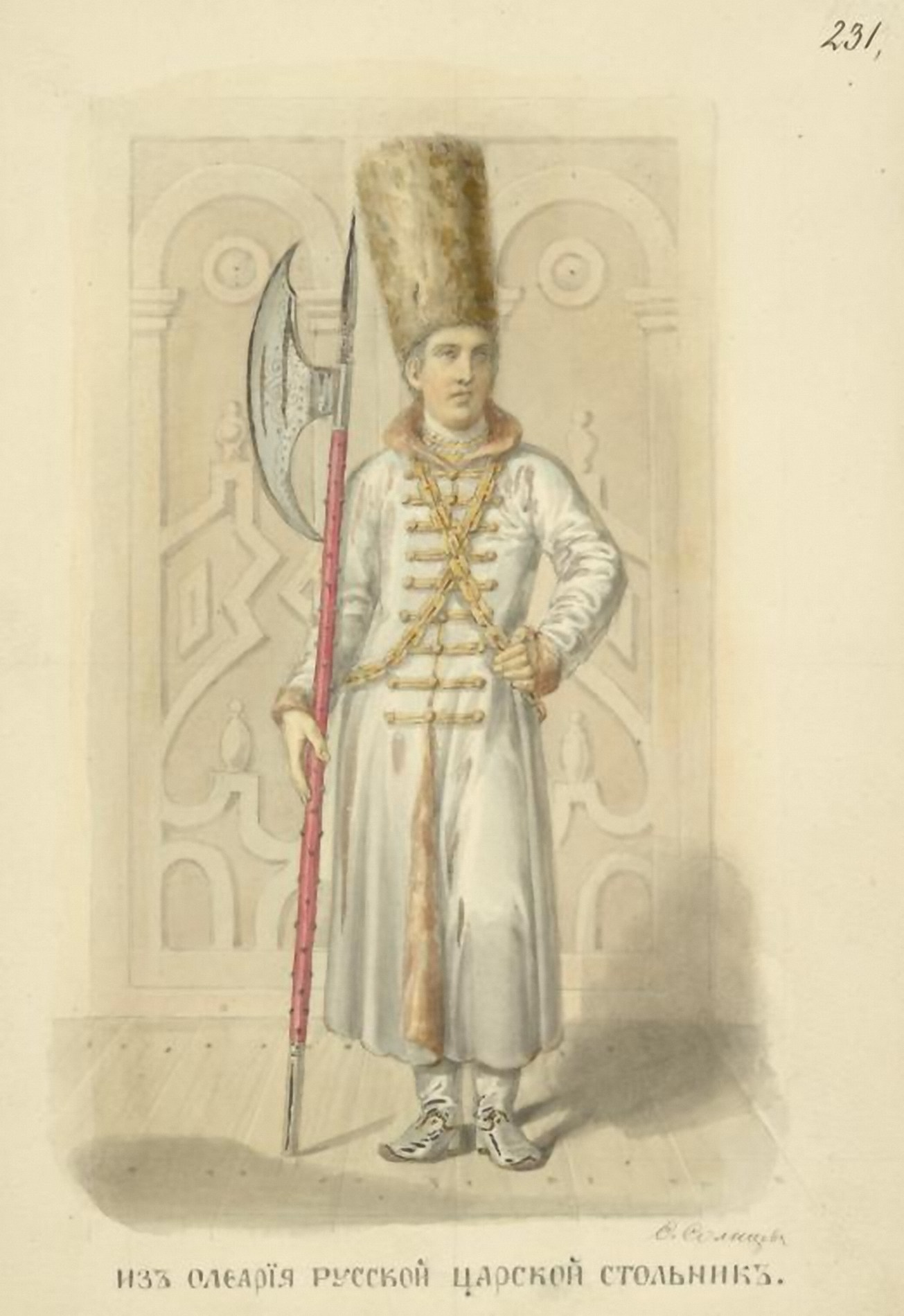
Царский стольник в книге «Одежды Русского государства» Фёдора Солнцева

В Русском царстве стольник — дворцовый чин, затем придворный чин в Русском государстве в XIII—XVII веках, а также лицо, имевшее такой чин. Первоначально в Древней Руси — придворный, прислуживавший князьям и царям за столом во время торжественных трапез, а также сопровождавший их в поездках. Впервые чин стольника упомянут в 1228 году, когда стольник Пётр Аренович был прислан во Владимир «говорить о мире» от черниговского князя Михаила к великому князю Юрию Всеволодовичу. В Московском государстве стольники упомянуты в 1495 году при великом князе Иване III Васильевиче.
По росписи чинов XVII века стольники занимали пятое место после бояр, окольничих, думных дворян и думных дьяков.
Сочинение коллежского советника Ф. И. Миллера «Известия о российских дворянах» даёт восемь степеней дворянства до времён Петра Великого:
1. Бояре;
2. Окольничие;
3. Думные дворяне;
4. Стольники;
5. Стряпчие;
6. Дворяне;
7. Жильцы;
8. Дети боярские.

В стольники производили из нижних чинов, а особенно из дворян, «так и знатных отцов дети».
Стольники на обедах принимали блюда с едой у служителей, которым было запрещено входить в комнаты царя. Во время пиров стояли у столов. Иногда между стольниками возникали местнические споры о том, за каким столом стоять. При свадьбах Государей были в свадебном поезде на различных должностях.
Комнатные стольники прислуживали царю, когда тот ел один в своих покоях. «Хаживал с Государем в мыльню мовником и стольники с платьем изведывали государевой одеждой». Из комнатных стольников Государь выбирал себе спальника, который находился при нём всю ночь у дверей государевой комнаты, что называлось «сидеть у крюка». При приёмах иностранных послов один из стольников назначался сидеть за столом и потчевать гостей. Из стольников назначались рынды.
Цари часто рассылали еду по домам: гостям, послам или тем, кто из-за болезни не смог присутствовать на пиру. В этом случае стольник ехал вместе с подарком и наблюдал за порядком.
При выездах царя один стольник был кучером, другие стольники стояли на ухабах саней (ухабные), или за каретами и повозками.
Позднее стольники назначались на приказные, воеводские, посольские и другие должности. Стольники назначались в завоеводчики, в полковые судьи, в посыльные воеводы, в есаулы (стольник-есаул), в головы над сотнями дворянскими, воеводами у большого знамени, головами у знамени, у снаряду, у кошу, у обозу. Со времён царя Алексея Михайловича, как учреждены регулярные полки, многие стольники определены были в полковники. При царе Федоре Алексеевиче и во времена правления царевны Софьи Алексеевны стольники были стрелецкими полковниками, для чести. Не только стрелецкие, но и новоучреждённых регулярных полков полковниками. Писали Стольничий чин прежде Полковничьего, так же и стольников посылаемых в города воеводами, Стольническая честь Воеводской предпочитаема была. В разрядных записных книгах писались иногда Стольники и выше Генералов.
Городской воевода из стольников мог называться наместником. Ему подчинялись дети боярские. Стольники также бывали судьями в московских приказах. Принимали участие во всех посольствах, иногда назначались послами.
Последний носитель этого звания (уже после введения Петром I Табели о рангах) — Василий Фёдорович Салтыков, брат царицы Прасковьи Фёдоровны, супруги царя Ивана V (с 1684 года). Долгое время предпочитал это звание петровским чинам, но согласился на них при возвращении на службу при Анне Иоанновне.
В 1613 году было 88 стольников, в 1616 году было 117 стольников, в 1626 году 217, а в 1643/44 году 348 стольников. К 1687 году число стольников увеличилось до 2724 человек, из них 480 были комнатными стольниками. Кроме этого, в войсках и начальных людях числились 133 стольника и 59 стольников были пожалованы из смоленской шляхты. Жалование стольников было различное: от 15 до 215 рублей и поместный оклад 450—1500 четвертей земли. У царя Ивана V было 74 стольника, у царя Петра — 69 стольников, у царицы Евдокии — 20 стольников.
При царицах были свои стольники из молодых людей (позднее пажи и камер-пажи), которые не освобождались от военной службы. Своих стольников имели патриархи. Царицыны и патриаршие стольники жаловались в государевы стольники или в стряпчие.

## В Великом княжестве Литовском
В Великом княжестве Литовском должность известна с середины XV века. Стольник, заведовавший сервировкой стола и обслуживанием трапезы великого князя, имел подчинённых — подстолиев. Позже должности стольника и подстолия стали номинальными, то есть не связанными с выполнением конкретных обязанностей. С XVII века должность стольника и подстолия существовала также в поветах. Стольникам государя давался титул барона.